# 데포르티보 키토

데포르티보 키토(Deportivo Quito)는 에콰도르 키토를 연고로 하는 축구 클럽이다. 이 팀은 1955년에 창단되었다. 현재는 에콰도르 세리에 B에 참가하고 있다.

## 선수 명단

### 현역
참고: FIFA 자격 규정에 따라 소속된 국가대표팀 국기를 표시합니다. 선수는 복수의 FIFA 비회원국 국적을 가지고 있을 수 있습니다.
| 번호 | 포지션 | 국적 | 이름          |
| ---- | ------ | ---- | ------------- |
| 16   | FW     |      | 마르틴 코마치 |
| 22   | GK     |      | 넬슨 숀베르거 |

| 번호 | 포지션 | 국적 | 이름              |
| ---- | ------ | ---- | ----------------- |
| -    | FW     |      | 마르셀로 아르게요 |

## 역대 감독
| 감독          | 임기 |
| ------------- | ---- |
| 아니발 루이스 | 1991 |